# Stanislao Bechi
Stanislao Bechi, właśc. Stanislao Elbano de Bechi (ur. 2 czerwca 1828 w Portoferraio, zm. 17 grudnia 1863 we Włocławku) – major armii włoskiej, naczelnik wojenny powiatu włocławskiego, uczestnik powstania styczniowego w randze pułkownika. Dowódca oddziałów powstańczych działających w rejonie Gostynina.

## Życiorys
Urodził się na Elbie. Był synem pułkownika napoleońskiego zaprzyjaźnionego z Polakami (stąd zapewne jego polskie imię), którzy ochraniali Napoleona na Elbie. W 1848 jako kadet artylerii walczył przeciwko Austriakom. W 1855 otrzymał nominację na stopień kapitana, a w 1859 – majora wojsk Księstwa Toskanii. W 1859 uczestniczył w kampanii wojennej, której celem było Zjednoczenie Włoch. W połowie 1863 uzyskał od Garibaldiego listy polecające i zgłosił się do Komitetu Polskiego w Paryżu, pragnąc wziąć udział w powstaniu styczniowym. Komitet nadał mu stopień pułkownika oraz zagwarantował utrzymanie dla żony i dzieci. Bechi został przydzielony do sztabu dowódcy oddziałów województwa mazowieckiego, dokąd przybył w sierpniu 1863 z grupą 20 włoskich ochotników. Objął dowództwo pułku na województwo kaliskie i stoczył kilka zwycięskich potyczek z oddziałami rosyjskimi.

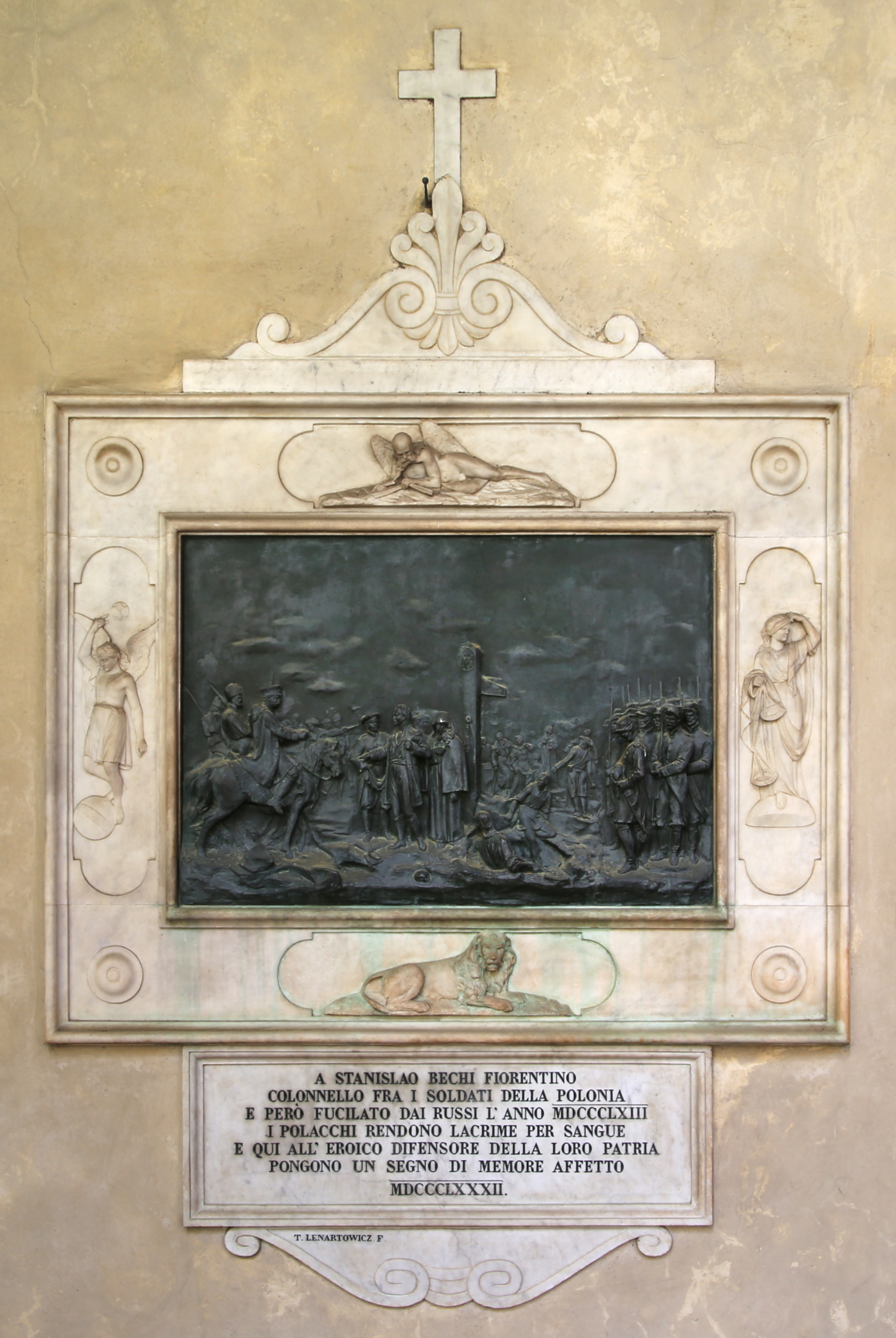
Płaskorzeźba upamiętniająca płk. Bechiego we Florencji

8 grudnia 1863 został schwytany przez Rosjan we wsi Bielno k. Włocławka i uwięziony we Włocławku. Zadenuncjowała go dziedziczka wioski, w której kwaterował, w obawie przed nałożeniem wysokiej kontrybucji w razie znalezienia przez Rosjan ukrywających się w jej majątku powstańców. W trakcie trwającego siedem dni śledztwa, koronnego materiału dowodowego dostarczyły znalezione przy nim dokumenty Rządu Narodowego, z których wynikało, iż piastował funkcję naczelnika wojskowego powiatu gostynińskiego. Pułkownik Bechi, wyrokiem rosyjskiego sądu wojskowego, został skazany na karę śmierci przez rozstrzelanie. Izabela Zbiegniewska, stojąca na czele jednej z tzw. „piątek” – grup kobiet niosących pomoc powstaniu – zwróciła się bezpośrednio do cara Aleksandra II z prośbą o łagodniejszy wyrok. Car prawdopodobnie zgodził się na to, ale wiadomość przyszła za późno. Generał gubernator Fiodor Berg, mimo interwencji Polaków w Petersburgu oraz włoskiego posła Pepoli, nie czekał na decyzję cara i kazał wyrok wykonać. Do egzekucji doszło wczesnym rankiem 17 grudnia 1863. Bechi do ostatniej chwili okazywał spokój. Nie pozwolił sobie zawiązać oczu. Umierał z okrzykiem: „Eviva la Polonia!” Miejscem straceń były nieużytki, rozciągające się wzdłuż drogi prowadzącej do Kowala, tuż za rogatkami miejskimi. Dół, do którego wrzucono ciało pułkownika – zgodnie z prawodawstwem rosyjskim, dotyczącym osób skazanych za przestępstwa polityczne – zrównano z ziemią, a następnie stratowano kopytami końskimi.

## Pomoc dla rodziny
W reakcji na wydarzenia włocławskie w styczniu 1864 ogłoszono w Ankonie tzw. subskrypcję narodową dla wspomożenia wdowy i dwojga osieroconych dzieci Bechiego. Ze wsparciem finansowym pośpieszyli też m.in. Izabela Zbiegniewska, Maria Konopnicka i Teofil Lenartowicz. Z ich inicjatywy powstało we Florencji „Koło pomocy rodzinie de Bechi”. W marcu 1864 Giulia de Bechi wystąpiła do Rządu Narodowego z prośbą o nadanie jej dzieciom obywatelstwa polskiego. Wydaje się, że dekret w tej sprawie wraz z listem kondolencyjnym nie dotarł do niej, albowiem kilka lat później przedstawiciele florenckiego środowiska polskiego z Teofilem Lenartowiczem na czele, wręczyli jej dyplom honorowego obywatelstwa polskiego.

## Upamiętnienie

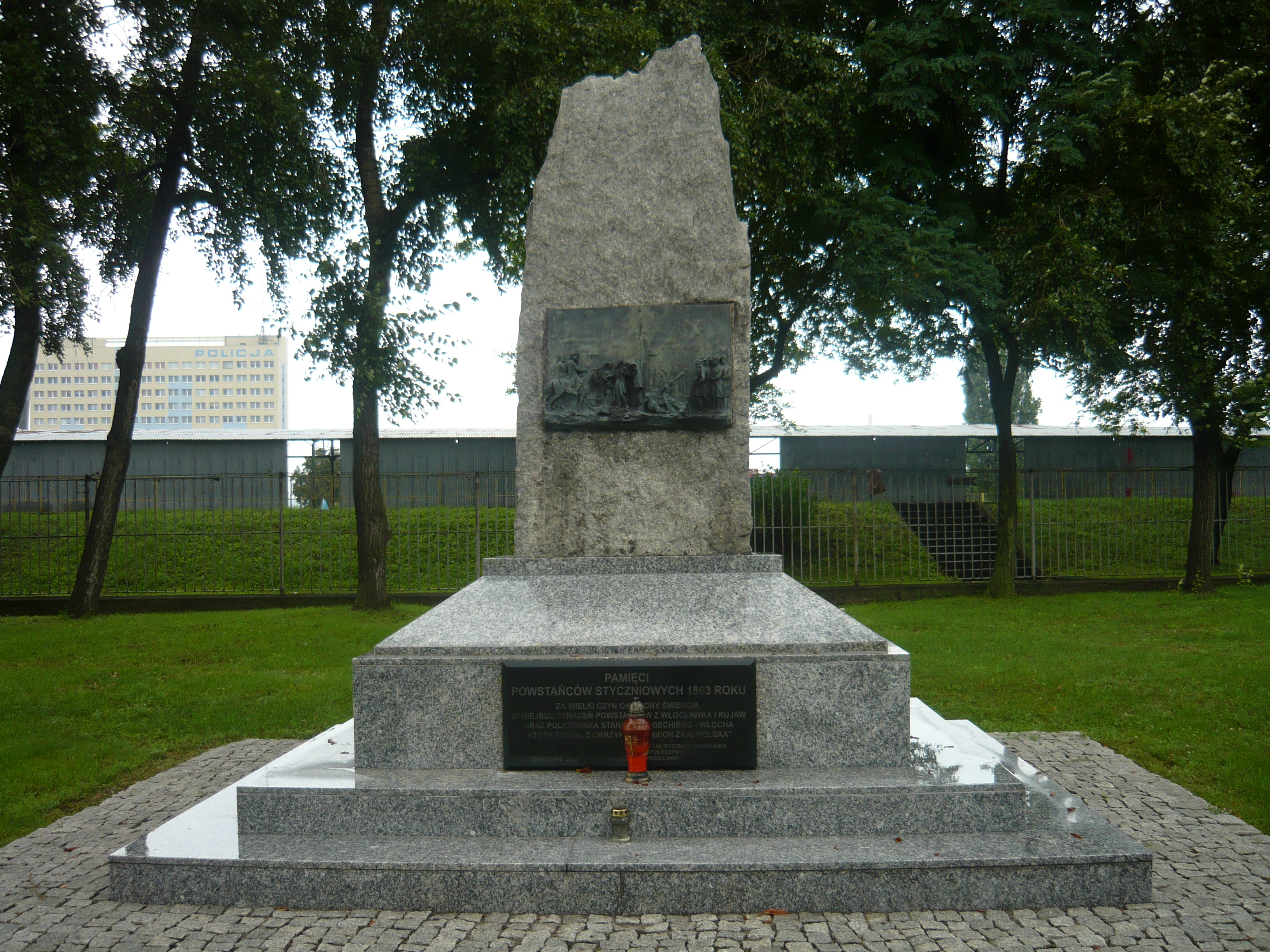
Pomnik Stanisława Bechiego we Włocławku

Pragnąc, żeby pamięć o Bechim zachowała się wśród przyszłych pokoleń, Teofil Lenartowicz wykonał relief z brązu, przedstawiający rozstrzelanie bohaterskiego pułkownika. 4 stycznia 1882 płaskorzeźbę umieszczono w bazylice Santa Croce we Florencji. W 1923, 60 lat po śmierci Bechiego, władze miasta podjęły decyzję o podarowaniu Włocławkowi kopii reliefu z Santa Croce.
N. Tomasseo wydał książkę Stanislao Bechi: Documenti Della Sua Vita E Della Sua Morte; Commemorazione a G. Sforza Nei Funerali Di Stanislao Bechi Celebrati in Lucca Nella Chiesa Di S. Cristofano Il X Marzo Mdccclxiv. 28 września 1924, z inicjatywy Koła Polsko-Włoskiego, odsłonięto we włocławskim Parku Miejskim im. Henryka Sienkiewicza pomnik płk. Stanislao Bechiego z wmurowanym odlewem florenckiej płaskorzeźby. W czasie II wojny światowej pomnik został zniszczony. Płaskorzeźba jednak ocalała i do początku lat 60. XX wieku była przechowywana we miejscowym muzeum. Stanowiła zasadniczą część pomnika, który stanął 21 lipca 1965 na skwerze przed Teatrem Miejskim. Na początku grudnia 2003 pomnik przeniesiono na plac Powstania Styczniowego i ustawiono niedaleko miejsca, w którym pułkownik Bechi został rozstrzelany. Uroczyste odsłonięcie odnowionego pomnika nastąpiło 17 grudnia tego samego roku.
Zmarli powstańcy 1863 roku zostali odznaczeni przez prezydenta RP Ignacego Mościckiego 21 stycznia 1933 roku Krzyżem Niepodległości z Mieczami.
We Włocławku znajduje się ulica Stanisława Bechiego.